# Rogatien Vachon
Rogatien Rosaire „Rogie“ Vachon (* 8. September 1945 in Palmarolle, Québec) ist ein ehemaliger kanadischer Eishockeytorwart und -trainer, der von 1966 bis 1982 für die Montréal Canadiens, Los Angeles Kings, Detroit Red Wings und Boston Bruins in der National Hockey League spielte.

## Karriere
Als Junior spielte er für die Montréal Junior Canadiens in der OHA unter anderem gemeinsam mit Yvan Cournoyer und Jacques Lemaire. Als Senior spielte er ab 1965 bei den Quebec Aces in der American Hockey League, wo er Ernie Wakely ersetzte.
Zu seinem NHL-Debüt kam er in der Saison 1966/67 bei den Montreal Canadiens. Oft spielte er noch im Farmteam, bei den Houston Apollos in der Central Professional Hockey League, doch 19 Einsätze hatte er im Tor der Canadiens, das in dieser Saison meist von Charlie Hodge und Gump Worsley gehütet wurde.
In der Saison 1967/68 gewann er dann in Montreal seinen ersten Stanley Cup. Nach dem Wechsel von Hodge war Vachon gleichberechtigt neben dem 16 Jahre älteren Worsley. Die beiden gewannen gemeinsam die Vezina Trophy. Nach der Titelverteidigung 1969 erlitt Worsley in der Saison 1969/70 einen Nervenzusammenbruch. Vachon spielte über 60 Spiele doch das Team verpasste die Playoffs. Mit Ken Dryden hatten die Canadiens in der Saison 1971/72 einen starken jungen Torwart und Vachon verpatzte sein erstes Drittel in der Saison mit vier Gegentoren. Er wurde ausgewechselt und bat nach dem Spiel um einen Transfer.
Im Tausch für Denis DeJordy, Dale Hoganson, Noel Price und Doug Robinson wurde er im November 1971 an die Los Angeles Kings abgegeben. Dies gab seinem Leben und seiner Karriere einen großen Aufschwung. An der Seite von Gary Edwards entwickelte er sich zu einem der Führungsspieler der Kings. Zwischen 1973 und 1977 wurde er viermal zum wertvollsten Spieler der Kings gewählt. Einen glänzen Start hatte er in die Saison 1974/75. Nach 17 Spielen hatte er einen Gegentorschnitt von 1,41, der beste seit 17 Jahren. Zum Ende der Saison unterlag er nur knapp Bobby Clarke bei der Wahl um die Hart Memorial Trophy.
Einen Karrierehöhepunkt stellte der Canada Cup 1976 dar. Ken Dryden und Bernie Parent waren nicht verfügbar und so wurde er mit Gerry Cheevers und Glenn Resch in den Kader des kanadischen Teams berufen. Mit einer hervorragenden Leistung wurde er in allen Spielen eingesetzt und half seiner Mannschaft das Turnier zu gewinnen. Zudem wurde er als Wertvollster Spieler ausgezeichnet.
Zur Saison 1978/79 wechselte er zu den Detroit Red Wings. Nach zwei Spielzeiten in Detroit wechselte er im Tausch für Gilles Gilbert für weitere zwei Jahre zu den Boston Bruins, nach denen er seine aktive Karriere beendete.
Zur Saison 1983/84 kehrte er als General Manager zurück zu den Kings. Während er bis 1992 dieses Amt ausübte, übernahm er immer wieder kurzfristig die Position des Trainers. 1985 wurde er geehrt, indem die Kings seine Rückennummer 30 sperrten. Kurz nachdem er die Position des General Managers 1991 abgegeben hatte, kehrte er als Berater der Klubführung zurück.
Auch sein 1972 geborener Sohn Nicholas Vachon war ein guter Eishockeyspieler, brachte es jedoch nur auf einen NHL-Einsatz mit den New York Islanders.
Im Jahre 2016 wurde Vachon mit der Aufnahme in die Hockey Hall of Fame geehrt.

## Sportliche Erfolge
- Stanley Cup: 1968, 1969 und 1971
- Canada Cup: 1976

### Persönliche Auszeichnungen
- QJHL First Team All-Star: 1966
- Canada Cup All-Star-Team: 1976
- NHL Second All-Star Team: 1975 und 1977
- Vezina Trophy: 1968 (gemeinsam mit Gump Worsley)
- Teilnahme am NHL All-Star Game: 1973, 1975 und 1978
- Aufnahme in die Hockey Hall of Fame: 2016